# Tea-Time
Camilo Castaldi Lira (Santiago de Chile, 4 de mayo de 1978) más conocido en el medio musical como Tea-Time o T-Time, es un músico y MC chileno. Conocido principalmente por haber sido la voz líder del grupo Los Tetas entre 1994 y 2017, también ha participado en agrupaciones como Funk Attack y Criminal Jazz además de ser colaborador de bandas como Tiro de Gracia, DJ Bitman y Jazzimodo entre varias otras. También tiene una carrera como solista a partir de la cual produjo un disco en 2009 llamado Tea Time 1.

## Biografía

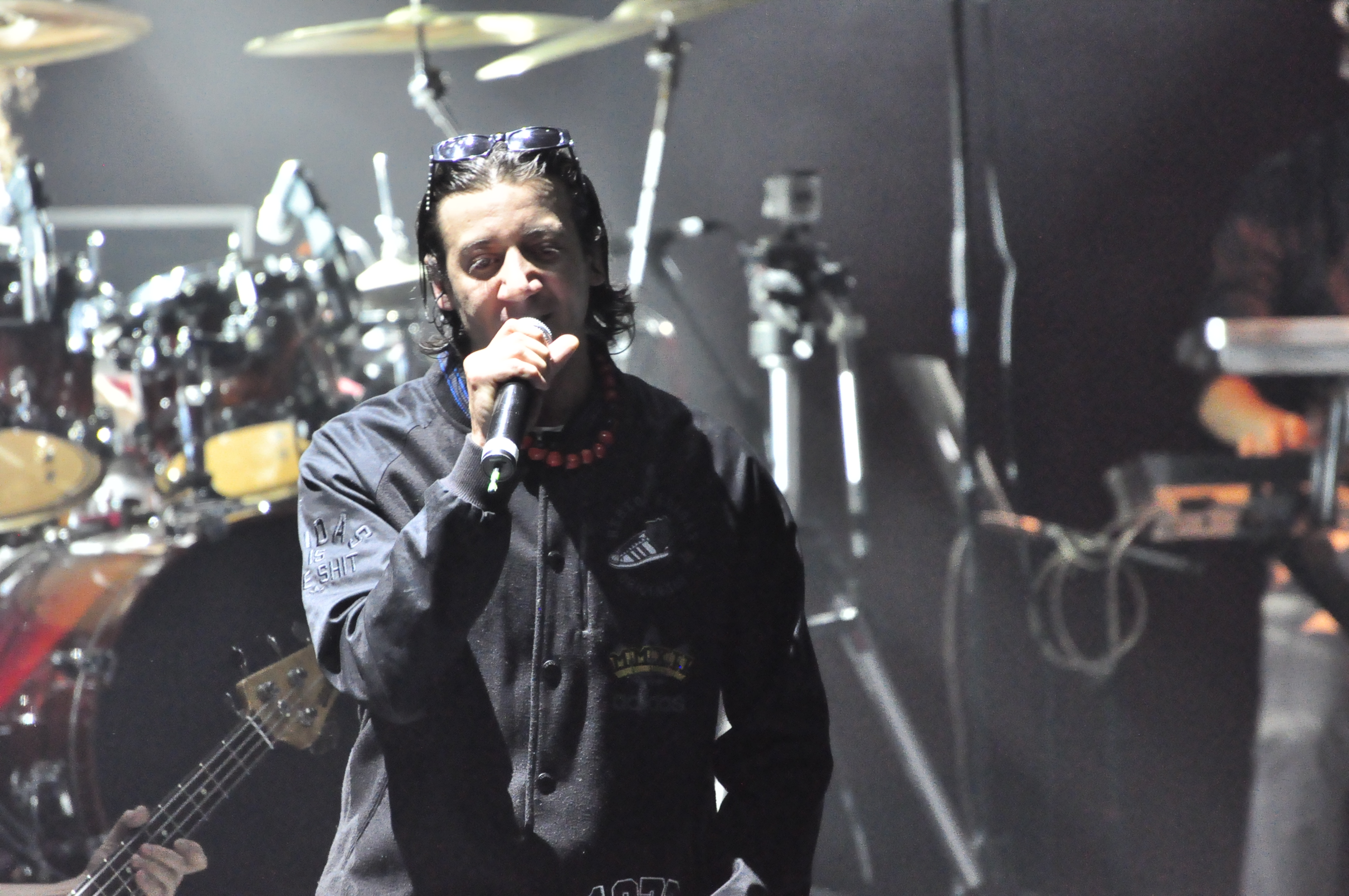
Tea-Time en 2011

Hijo de padres exiliados durante la dictadura militar chilena, Camilo vivió su infancia en Alemania Oriental. Su madre, profesora de literatura, lo incentivó a la lectura y a la pasión por el lenguaje. Llegó al hip hop bailando break dance en Alemania en el año 1989. 
Luego de la caída del Muro de Berlín en Alemania y del retorno a la democracia en Chile, Camilo volvió a vivir en Chile en 1990 donde conoció al bajista Rulo (David Eidelstein), con quien compartió su afición por el hip hop formando al poco tiempo el dúo Dr. Funkestein, lo que años después se transformaría en Los Tetas con el ingreso de C-Funk (Cristian Moraga) y Pepino (Francisco González) en 1994 quienes eran compañeros de colegio entre ellos y llevaban cierto tiempo tocando. Así Tea-Time se convertiría en el MC de este nuevo grupo que pretendía fusionar elementos de funk, del rock y del hip hop, lo que se veía potenciado por el hecho de que Tea-Time podía rapear en español, alemán e inglés.
Su paso por los talleres del centro cultural Balmaceda 1215 les permitió grabar sus primeros demos con la ayuda de Lucybell. La grabación llegó a manos de Carlos Fonseca, quien sin dudar decidió integrarlos al "Proyecto de Rock Nacional" que a la sazón gestionaba desde su cargo en EMI Chile. El disco Mama funk (1995) destacó como un trabajo de cuidada combinación de soul, funk, rock y versos juveniles. El tema "Corazón de sandía" comenzó a ser destacado rápidamente en radios y les aseguró ventas récord.  Así Camilo siendo aún un adolescente se transformaba en una de las figuras de la música chilena al aparecer continuamente en el video del sencillo, que rotaba seguido en la cadena MTV. Con la salida del segundo disco de la banda en 1998, llamado La medicina el grupo se consolidaría como uno de los más importantes de Chile y Latinoamérica de la segunda mitad de los 90's y principios de los 2000's. Durante este período sería colaborador frecuente de la banda de hip hop más importante de Chile a fines de los 90'; Tiro de Gracia. También trabajaría con Dj Raff y DJ Bitman. 
Luego de diez años con 4 álbumes de estudio, y un cambio de formación, la banda se disolvería por roces entre Tea-Time y C-Funk, este último ganaría la batalla legal para quedarse con el derecho del nombre del grupo. Así el resto de los integrantes (Rulo, Toly y Tata) continuarían tocando bajo el nombre de Funk Attack a partir de 2004. Sus shows fueron integrando una mezcla de composiciones de Los Tetas, clásicos del funk estadounidense, improvisaciones y algunas composiciones nuevas, a partir de las cuales saldría un disco llamado El Ritmo en 2010, demorado por los proyectos personales que cada uno realizaba en
paralelo.
En el año 2002 colaboró con el músico argentino líder de Soda Stereo: Gustavo Cerati con el tema "Altar" de su disco Siempre es Hoy
En el año 2006, es cuando Tea Time se instaló en Los Ángeles, California, gracias a muchos contactos que concretó en giras con Los Tetas en Estados Unidos, para cumplir con encargos y darle forma a su propio disco. Esta fue la materialización de su obsesión por los raperos negros, y viene a concretar la ilusión que el músico ya albergaba incluso antes de integrarse a Los Tetas. Así, en 2009 sale al mercado el disco Tea Time 1, con su sencillo Barrio como tema promocional.
En 2010 se uniría al proyecto Criminal Jazz, junto al jazzista Nicolás Vera, para generar una sonoridad que mezcla el jazz con el hip hop y el funk. Producto de aquello saldría un álbum homónimo de la banda en 2011. Así mismo, en el año 2011 colabora con D-Niss en la polémica canción "Men" en la cual realiza un featuring.
A finales de 2011 se anuncia el concierto de reencuentro de Los Tetas con su formación original, gracias a que Tea Time y C-Funk limaran asperezas y reconocieran que por separado no les podría ir tan bien como juntos.
En el año 2012 colabora con el Mc argentino Ale Zuliani en la canción titulada La Fórmula perteneciente al disco de Ale Plan De Evacuación. Dos años después, colabora con el cantante tropical Jordan en la canción "¿Y qué pasó?", original del cantautor peruano Pelo D'Ambrosio.

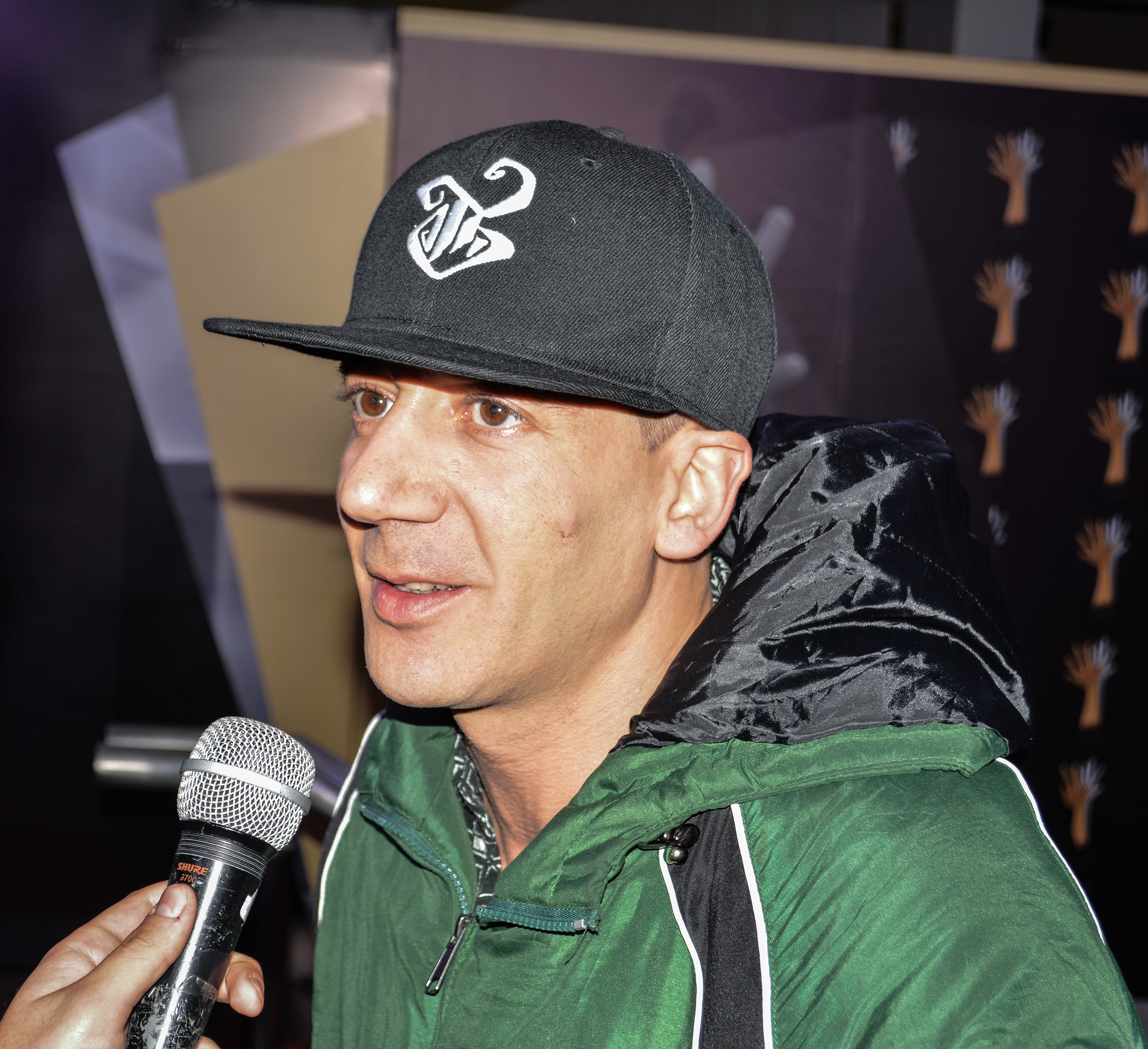
Tea-Time en los Premios Pulsar 2017

En julio de 2017 fue expulsado de Los Tetas por sus distintas controversias relacionadas con escenas de violencia en contra de su pareja y problemas con las drogas.

## Controversias

### Violencia
El 3 de julio de 2017, su expareja Valentina Henríquez hizo pública una acusación de reiterados actos de violencia realizados por Tea-Time en su contra, documentados con fotografías explícitas de sus severas lesiones. Pocos días antes, el 27 de junio, ya había hecho una primera denuncia en Carabineros de Chile. Tea-Time negó las acusaciones, y ese mismo día fue formalizado por violencia intrafamiliar. La vecina de ambos salió en defensa de Valentina, diciendo que un mes atrás, éste la había empujado por las escaleras.
En un principio, los demás miembros de Los Tetas declararon que aún estaban a la espera de que se probara la veracidad de los hechos, y que respaldarían la decisión judicial que se tomara. Posteriormente, a través de un comunicado en Facebook, determinaron que expulsarían a Tea-Time de la banda. Diversos músicos se sumaron al apoyo de Valentina y criticaron los hechos de violencia ocurridos en este y otros casos, entre ellos Alex Anwandter, Mon Laferte, Latin Bitman, Seo2 y Camila Moreno.
En agosto de 2018 consiguió la suspensión condicional del proceso judicial entablado por su expareja. Como medida cautelar, se le prohibió acercarse a ella durante dos años.

### Drogadicción
Tea-Time padecía adicción a la cocaína, la cual lo llevó a relacionarse con pandillas y a recibir acusaciones de actitudes agresivas y de violencia contra la mujer. Luego de las acusaciones de su expareja Valentina y de su expulsión de Los Tetas, inició un proceso de rehabilitación en casa de su madre.

### Adquisición ilegal de instrumentos musicales
La misma Valentina Henríquez declaró que los instrumentos robados en 2016 a Javiera Mena fueron escondidos en la casa de Tea-Time, y que él mismo se quedó con una de las guitarras, la que gracias a Valentina fue recuperada por su verdadera dueña, Manuela Reyes, integrante de la banda de Javiera Mena.

### Fiestas clandestinas durante la pandemia
El sábado 4 de abril de 2021, durante un nuevo peak de contagios de Coronavirus a nivel nacional, fue arrestado por organizar una fiesta clandestina en Providencia, quedando así con arresto domiciliario.
En mayo de 2021 fue nuevamente arrestado por realizar una reunión en celebración de su cumpleaños incumpliendo las medidas sanitarias.

## Discografía

### Solista
- 2009: Tea Time 1 (Blackhouze Music)

### Con Los Tetas
- 1995: Mama funk (EMI Odeon)
- 1998: La medicina (EMI Odeon)
- 1999: Independiente (Autoedición)
- 2002: Tómala! (Autoedición)

#### EP, antologías de éxitos, grabaciones en vivo, DVD, reediciones
- 1997: Cha Cha Cha! (EMI Odeon)
- 2000: Independiente 2 (Autoedición)
- 2000: Latin funk all-stars (EMI Odeon)
- 2012: El Movimiento (autoedición)
- 2015: 20 Años Mama Funk (autoedición)

### Con Funk Attack
- 2010: El ritmo (Edición independiente)

### Con Criminal Jazz
- 2011: Criminal Jazz (Discos Pendiente)

### Con Black Angels
- 2016: Canción negra (Discos Pendiente)